# جوناثان نغويم
جوناثان جوزيف نغويم (بالإنجليزية:  Jonathan Joseph Ngwem)‏ (مواليد 20 يوليو 1991) هو لاعب كرة قدم كاميروني محترف، يلعب لصالح نادي فيوتشر كمدافع.

## مسيرته
لعب جوناثان مع أندية بوما وشباب بوناموسادي ويونيسبور.
دوليًا، لعب أولى مبارياته الدولية عام 2015، كما كان ضمن قائمة منتخب بلاده المشاركة في بطولة كأس الأمم الأفريقية لكرة القدم 2017.

## روابط خارجية
- جوناثان نغويم على موقع الاتحاد الدولي (مؤرشف)  (الإنجليزية)
- جوناثان نغويم على موقع قاعدة بيانات كرة القدم.إي يو (الإنجليزية)
- جوناثان نغويم على موقع ناشيونال فوتبول تيمز (الإنجليزية)
- جوناثان نغويم على موقع Soccerway.com (الإنجليزية)